# Адель Джергенс
Адель Джергенс (англ. Adele Jergens; нар. 26 листопада 1917, Нью-Йорк, США — пом. 22 листопада 2002, Камарільйо, Каліфорнія) — американська акторка і танцюристка.

## Біографія
Вперше з'явилася на публіці в кінці 1930-х років, коли на Всесвітній виставці в Нью-Йорку була визнана «Найпрекраснішою Міс світу». На початку 1940-х років Джергенс працювала в танцювальній трупі «Рокеттс» і була визнана однією з найкращих танцюристок Нью-Йорку.
Після кількох років роботи моделлю і хористкою їй вдалося потрапити в Голлівуд і підписати в 1944 році контракт з «Columbia Pictures». Її кінокар'єра почалася з ролі у фільмі «Чорна стріла» (1944), після чого послідували картини «З небес на землю» (1947), «Темне минуле» (1948), «Хористки» (1948), «Звук люті» (1950) і «Мандрівна продавчиня» (1950). На зйомках нуара «Скарби Монте-Крісто» в 1949 році Джергенс познайомилася з актором Гленном Ланганом, у тому ж році одружилася з ним. У 1952 році народила сина Трейсі Лангама, що став актором.
У 1950-ті акторка продовжувала зніматися як у кіно («Звук люті», «Ебботт і Костелло зустрічають людину-невидимку», «День, коли Землі прийшов кінець»), так і на телебаченні («Шоу Джорджа Бернса і Грейсі Аллен», «Звільніть місце для татуся», «Солдати удачі»), завершивши свою кар'єру в 1956 році.
В 1991 році від лімфоми помер чоловік акторки, а у 2001 році від раку помер її син. Смерть сина сильно підкосила здоров'я акторки, і через рік вона померла від пневмонії, не доживши чотирьох днів до свого 85-річчя. Її внесок в кіноіндустрію США відзначений зіркою на Голлівудській алеї слави.

## Вибрана фільмографія
| Рік  |   | Українська назва                              | Оригінальна назва                          | Роль                                     |
| ---- | - | --------------------------------------------- | ------------------------------------------ | ---------------------------------------- |
| 1943 | ф | Мила Розі О'Грейді                            | Sweet Rosie O'Grady                        | Офіціантка у Дельмоніко / дівчина з хору |
| 1943 | ф | Уся банда в зборі                             | The Gang's All Here                        | дівчина з хору                           |
| 1950 | ф | Мандрівна продавчиня                          | The Traveling Saleswoman                   | Лілі                                     |
| 1951 | ф | Еббот і Костелло зустрічають людину-невидимку | Abbott and Costello Meet the Invisible Man | Бутс Марсден                             |
| 1951 | ф | Театр на плаву                                | Show Boat                                  | Камео Макквін                            |